# Nationaler Botanischer Garten Lilongwe
Der Nationale Botanische Garten Lilongwe (englisch Lilongwe National Botanic Garden) befindet sich in Malawis Hauptstadt Lilongwe. Er ist der zweitgrößte der drei staatlichen botanischen Gärten in Malawi. 

## Geschichte
Die Gründung erfolgte im Jahr 1989, wie der Botanische Garten von Mzuzu. Der älteste der drei staatlichen Botanischen Gärten ist der Botanische Garten von Zomba, der im Jahr 1891 von Alexander Whyte gegründet wurde.

## Lage und Klima
Der Botanische Garten befindet sich in der Central Region Malawis. Aufgrund der Lage herrscht in diesem Botanischen Garten ein warmes Klima mit einem jährlichen Niederschlag von ca. 2000 mm. Der 130,68 ha große Garten liegt im Zentrum der Hauptstadt und wird vom Staat Malawi finanziert. In seiner unmittelbaren Nachbarschaft befinden sich das Regierungsviertel und das Parlament von Malawi.

## Vegetation

### Überblick
Der Großteil der Pflanzenarten sind heimische Arten. Dazu gehört eine Sammlung heimischer Aloen (z. B. Aloe cameronii und Aloe chabaudii) und einige Spargelgewächse (Albuca sp., Anthericum sp.). Außerdem ist die Familie Boophone mit der Art Boophone disticha vertreten. Des Weiteren wurden ca. 100 heimische Baumarten angepflanzt. Darunter befinden sich Vertreter der Familien Combretaceae, Caesalpiniaceae, Euphorbiaceae, Ebenaceae, Mimosaceae, Papilionaceae und Rhamnaceae.
Auch befinden sich viele Obstbäume (etwa Mango, Pfirsich, Avocado, Guave, Macadamia-Nüsse, Äpfel, Papaya und Passionsfrucht) auf dem Gelände. Auf einer 0,5 ha großen Fläche wird außerdem Gemüse gezogen, was als Einkommensquelle für den Botanischen Garten dient und auf den Märkten Lilongwes verkauft wird.

### Seltene und bedrohte Pflanzen
Als weiterer Zweck dient der Garten dem Schutz und Erhalt bedrohter und seltener Pflanzenarten in Malawi. Dazu gehören unter anderem die beiden Arten Widdringtonia whytei und Khaya anthotheca.